# Beargrass
Bear Grass és una població dels Estats Units a l'estat de Carolina del Nord. Segons el cens del 2000 tenia 53 habitants, 26 habitatges i 17 famílies. La densitat de població era de 75,8 habitants per km².

## Poblacions més properes
El següent diagrama mostra les poblacions més properes.